# Beltrán de Risnel
Beltrán o Bertrán de Risnel (en francés: Bertrand, en latín: Beltranus; floruit 1113–34) fue una figura política y militar aragonesa durante el reino de Alfonso I de Aragón  conocido como «el Batallador» de quien era sobrino. Beltrán fue activo tanto en los reinos de León como de Castilla que eran gobernados conjuntamente por el rey Alfonso y su esposa la reina Urraca. Beltrán recibió títulos tanto en León como en Castilla por parte de la corona. Solo de manera puntual perteneció a las cortes de León o de Castilla aunque en ocasiones actuó como enlace de comunicación entre ambos reyes. Al final, se decantó más hacía la política leonesa.

## Orígenes familiares
Emparentado con los reyes de la dinastía de los Capetos y la dinastía Jimena de los reyes de Aragón,  Beltrán nació en la región  de Champaña. Sus padres fueron Guy de Conflans, castellano de Prény, e Hildiarde —hija de Teobaldo (Thibaud), conde de Reynel, y de Ermentruda de Roucy—.  Ermentruda, era hija de Hilduino IV de Ramerupt, conde de Montdidier, y de Adela, heredera del condado de Roucy y bisnieta, por el lado materno, del rey Hugo Capeto de Francia. Ermentruda, la abuela del Beltrán, también era hermana de Felicia de Roucy, esposa del rey Sancho Ramírez de Aragón y madre de Alfonso el Batallador, tío de Beltrán.

## Poder en Castilla y León

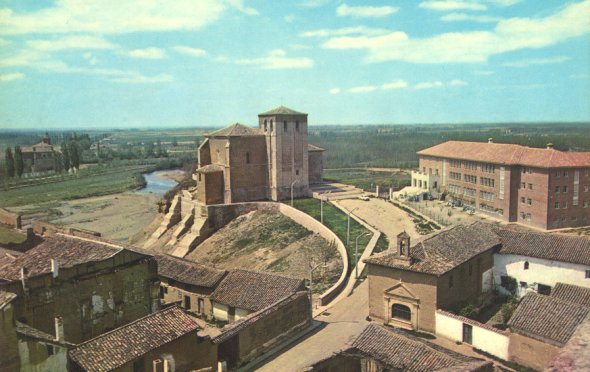
Carrión de los Condes, asiento del señorío de Beltrán (nombrado en 1113 y reconocido en 1117)

Llegaría a Castilla en 1113, quizás junto con dos magnates Occitanos — Aimery II de Narbona y Armengol VI de Urgell— siguiendo a Pedro González de Lara, entonces el amante de reina Urraca y enemigo de Alfonso. Recientemente había regresado de un exilio en el Condado de Barcelona después de ser asediado por Alfonso en Monzón. Llegaría con el séquito de Alfonso, quien lo nombró gobernador de Carrión de los Condes en aquel año. El condado de Carrión bajo Beltrán no correspondía en extensión al mismo condado mantenido por el conde Pedro Ansúrez durante el reinado de Alfonso VI. Este condado arranca a lo largo del Río Carrión desde Saldaña a veinticinco kilómetros al sur y a lo largo del Camino de Santiago durante treinta kilómetros hasta Melgar de Fernamental en el este. No queda claro según los registros contemporáneos si estas tierras formaron una parte de Castilla o de los Campos Góticos, región perteneciente al reino de León. Desde 1113 estuvieron bajo el control de Alfonso el Batallador. El condado de Beltrán no incluía Saldaña, la cual estuvo gobernada por Pedro Ansúrez hasta el fin de 1117 y por Pedro López de Monforte después (al menos desde noviembre de 1119 hasta marzo de 1125).
Entre 1113 y 1115 Beltrán estaba con la corte de Urraca, regularmente empleando el título condal, quizás como cortesía a un extranjero. Probablemente negociara con la reina en nombre de Alfonso en 1115 temas de la sucesión. En abril de ese año Alfonso había venido a Sahagún para tratar personalmente con la reina, que era tanto su mujer como su rival. El rey colocó a Beltrán a la cabeza de la ciudad y forzó al abad a una rendición. También fue nombrado gobernador de Logroño. En 1116 Beltrán poseía la villa de Monzón.

## Asuntos de iglesia
En febrero de 1117 el sínodo de Burgos nombró a Beltrán assertor (abogado) de los habitantes de Sahagún exiliados, durante un pleito contra los monjes del poderoso monasterio de la localidad, oído antes por el Arzobispo de Toledo, Bernard. En este sínodo se nombraron a los obispos Hugo de Oporto y a Pascal de Burgos garantes para intentar satisfacer las reclamaciones de los monjes contra el burgeses y finalmente para el regreso de estos a sus casas. Esto significó paz entre Alfonso y Urraca, cuando el rey aceptaba a Pascal como obispo de Burgos y la reina a Beltrán como legítimo conde de Carrión.
En 1119 Beltrán estuvo otra vez presente en una corte de la reina, posiblemente durante el golpe intentado por Gutierre Fernández en julio. El 8 de octubre Beltrán y Pedro Fróilaz de Traba actuaron como testigos en un documento del heredero y corregente, Alfonso VII ante el monasterio de Sahagún. Beltrán confirmó dos cartas más de Alfonso VII durante el reinado de Urraca: el 1 de noviembre de 1124 y 19 de enero de 1125.

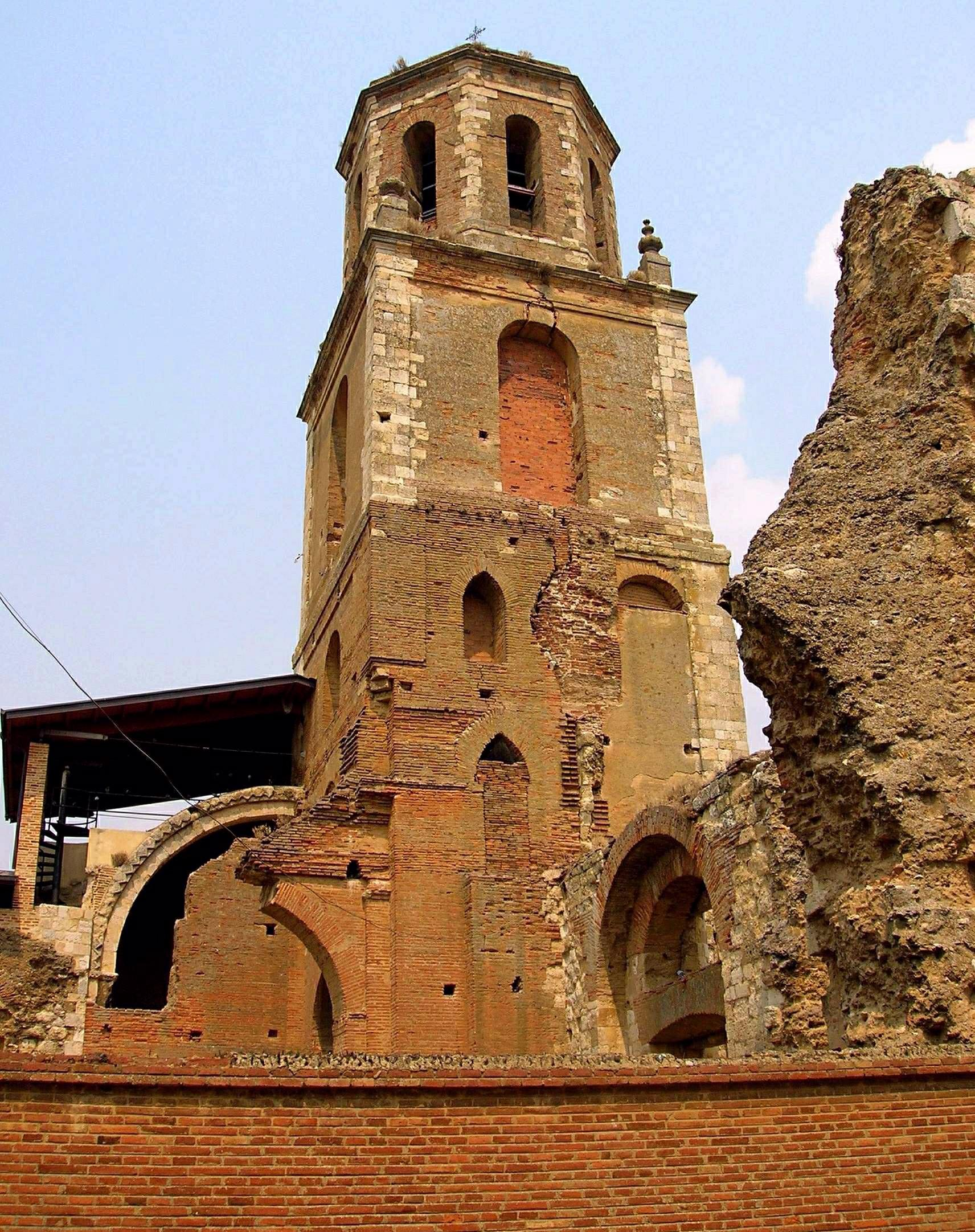
La torre del reloj del monasterio de Sahagún. Beltrán tuvo relaciones importantes con el monasterio, incluso resolviendo un pleito entre el monasterio y la ciudad. Una crónica anónima del monasterio ha sido una fuente importante sobre la carrera temprana de Beltrán.

## Matrimonios
Su primer matrimonio fue con la condesa Urraca Muñoz, hija del conde Munio González de Asturias y su esposa Mayor Muñoz, y probablemente hermana de Jimena Muñoz, la amante del rey Alfonso VI de León. Urraca había enviudado en 1110 del conde Gómez González de Candespina.
Contrajo un segundo matrimonio, probablemente en 1128/9, con Elvira Pérez, hija ilegítima de la reina Urraca y Pedro González de Lara, fue arreglado por el emperador Alfonso VII. Elvira, había nacido hacia 1110-13 y era ya viuda de García Pérez de Trava, hijo del conde Pedro Froilaz y su esposa Mayor. Durante su matrimonio, que se celebró en algún momento antes de 1130, Alfonso VII concedió a su medio hermana Elvira, las villas de Nogal y Olmillos, en el Camino de Santiago, en el norte de Castilla. En enero de 1168 Elvira donó dichas villas al monasterio de Sahagún en León. Según la Genealogía de Foigny, escrita en 1161, de su matrimonio con Elvira nacieron hijos de ambos sexos.  Una tal María Beltrán quién caso con Jimeno Íñiguez, señor de Cameros, pudo haber sido hija de Beltrán de una relación anterior debido a su patronímico, aunque, según la Genealogía de Foigny, también pudo ser hija de Beltrán y de Elvira. Otro individuo que también pudo ser hijo de Elvira y Beltrán fue Pedro Beltrán, casado con Urraca Bermúdez, hija del conde Bermudo Pérez de Traba y de la infanta Urraca Enríquez, que fueron los padres de Fernando y de Elvira Pérez.

## Últimos años y muerte
En 1127, después de la Paz de Támara, Alfonso VII nombró a Beltrán gobernador de Burgos. En 1130 la Casa de Lara, con quien Beltrán estuvo vinculado a través de su matrimonio con Elvira Pérez de Lara, se levantó en contra del Emperador a favor de instalar al hermano de Elvira, Fernando Pérez de Lara, en el trono. Junto con su suegro, Beltrán capturó la ciudad de Palencia (o quizás Palenzuela). En junio el Emperador sitió Palencia/Palenzuela, capturando a Pedro y obligando a Beltrán a negociar. La Chronica Adefonsi imperatoris (yo, §18), acusa a Pedro y a Beltrán de «causar mucho desorden en el reino». Según la crónica, estuvieron cargados de cadenas en la prisión de León hasta que entregaron todos sus castillos y ciudades. A pesar haber caído inicialmente en desgracia, después de su liberación continuaron suscribiendo cartas reales más allá de 1133, a pesar de que nunca estuvo en la corte de Alfonso VII. Después de 1131 todavía mantenía la tenencia de Castrojeriz.
Beltrán se unió a la última expedición militar de Alfonso el Batallador. Ambos fallecieron en la Batalla de Fraga en 1134 La reputación póstuma de Beltrán puede ser medida en la línea 3004 del Poema de mio Cid, escrito hacia el año 1200. Allí  está colocado en el segundo nivel de nobleza, inmediatamente debajo del rey Alfonso VI y de los condes Enrique y Raimundo de Borgoña, y junto a Fruela Díaz. Comprende el principio del pasaje referido a las «Cortes de Carrión». Beltrán no tuvo ninguna relación con estas figuras, pero estaría conectado a través de su tenencia de la villa de Carrión y a través de sus relaciones familiares con la Casa de Lara, probablemente patronos del Cantar de mio Cid.
| Llegaba el plazo, querien ir un la Cort, en los primeros va el buen rey don Alfonso, el conde don Anric y el conde don Remond: aqueste fue el padre del buen enperador: el conde don Fruella y el conde don Beltrán. Fueron y de su reino otros muchos Sabidores, de toda Castiella todos los meiores. | El tiempo llegó, desearon ir a la corte, Entre los primeros fue el buen rey don Alfonso, el conde don Enrique y el conde don Raimundo: aquel que era el padre del buen emperador: el conde don Fruela y el conde don Beltrán. Ellos fueron y del reino muchos otros hombres sensatos, de toda Castilla los mejores. |

## Lectura adicional
- Lacarra, José María (1968). «Los franceses en la reconquista y repoblación del valle del Ebro en tiempos de Alfonso el Batallador». Hispania: Revista española de Historia (Consejo Superior de Investigaciones Científicas) (N.º Extra 2): 183-200. ISSN 1139-7241.

- Datos: Q4895915